# Zangarro
Zangarro är en ort i Mexiko.   Den ligger i kommunen Guanajuato och delstaten Guanajuato, i den centrala delen av landet, 270 km nordväst om huvudstaden Mexico City. Zangarro ligger 1 878 meter över havet och antalet invånare är 1 360.
Terrängen runt Zangarro är huvudsakligen platt, men österut är den kuperad. Terrängen runt Zangarro sluttar västerut. Runt Zangarro är det tätbefolkat, med 356 invånare per kvadratkilometer. Närmaste större samhälle är Guanajuato, 17,9 km norr om Zangarro. Trakten runt Zangarro består till största delen av jordbruksmark.